# Татарские Парзи
Тата́рские Парзи́ — деревня в Глазовском районе Удмуртии в составе сельского поселения Ураковское.

## География
Находится на расстоянии примерно 13 км на юг по прямой от центра района города Глазов. 

## История
В 1782 году в деревне Парзинской жило три семьи чепецких татар. В середине XIX века значится деревня Парзинская (Парзи, Чебер гурт) на речке Парзе, в которой в 29 дворах проживало 229 жителей. К концу XIX века в Парзях почти 75 % населения деревни были уже татары. Многие из них имели торговые лавки, торговали гороховым киселем, пуговицами, платками. Был в деревне свой кирпичный завод. В 1901—1902 годах татары приняли решение организовать сбор средств и построить мечеть. Вятский губернатор дал согласие на строительство мечети только после выселения всех удмуртов из деревни. Тогда татары отделили удмуртам земли, куда в 1905 году переехали удмуртские семьи, образовав деревню Удмуртские Парзи. В 1906 году в центре села была открыта мечеть. В 1930-е годы в деревне был образован колхоз «Янга Тырмыш» («Новая жизнь»).

## Население
Постоянное население  составляло 129 человек (татары 69%) в 2002 году, 132 в 2012.